# High Pasture Cave

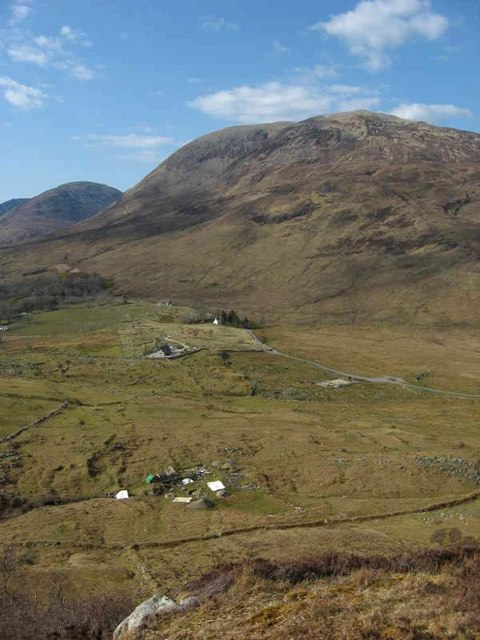
High Pasture Cave am Fuße des Beinn an Dùbhaich

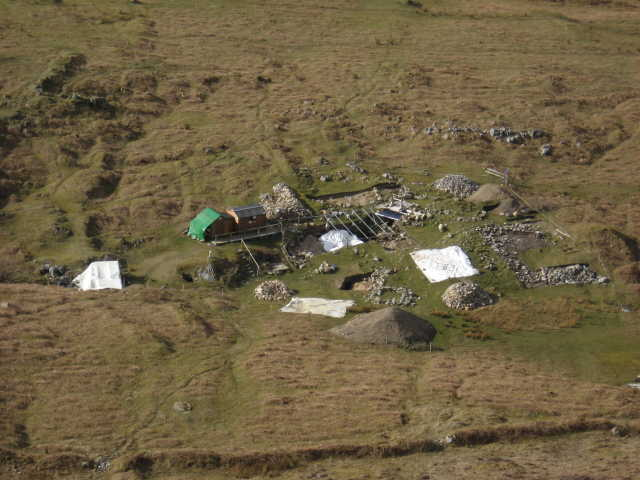
Überblick über die Ausgrabungsstätte

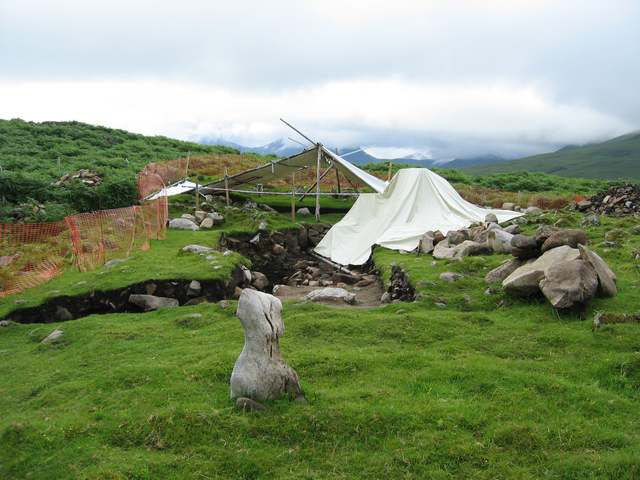
Aufnahme der Ausgrabung, Juli 2006

High Pasture Cave (schott.-gäl.: Uamh Àrd-Achaidh, auch Uamh an Ard Achadh – deutsch „Hochweidehöhle“) ist eine Ausgrabungsstätte auf Skye, einer Insel der Inneren Hebriden in Schottland. Hier befindet sich das zweitgrößte Höhlensystem der Insel mit über 320 m begehbaren Passagen.
Die Höhle liegt in Kilbride, etwa einen Kilometer südöstlich des Ortes Torrin. Der Eingang liegt in einem schmalen Tal an den nördlichen Hängen des Beinn an Dùbhaich, einem Ausläufer der Eastern Red Hills. Dieser besteht aus Tertiär-Granit und bildet einen Einbruch in dem ansonsten vorkommenden Durness-Kalkstein. Die Höhlen in dem Kalkstein wurden durch das säurehaltige moorige Wasser gebildet, das von den Granitfelsen des Berghanges herunterfloss. Sie weisen entstehungsgeschichtlich mehrere präglaziale Phasen auf.
Das Höhlensystem besteht aus einem Hauptgang mit mehreren Abzweigungen. Der Eintritt erfolgt durch einen Schacht, der 1972 von Studenten der University of London Speleological Society ausgegraben wurde. Nach etwa 80 Metern kommt eine Gabelung, an der sich rechts auf einem Felsrücken eine höher liegende trockene Passage befindet. 2002 entdeckte dort der Höhlenforscher Steven Birch zerbrochene Tonware und Knochen. Vorherige Besucher der Höhle hatten dieses Material bei den Versuchen, neue Wege zu finden, dahin beiseite geworfen. Birch erkannte den Wert des Fundes sowie die Bedeutung dieser Stätte.
Daraufhin entstand 2003 das ganzjährige Ausgrabungs- und Landschaftsprojekt High Pasture Cave Project. Die Ausgrabungen werden in der Zeit von April bis September durchgeführt, während die Wintermonate der Dokumentation und der Analyse dienen. Das Projekt wird hauptsächlich von Historic Scotland, einer Behörde der schottischen Regierung, unterstützt. Die Ausgrabungen erfolgen in erster Linie durch freiwillige Helfer, die bei Bedarf vor Ort angelernt werden.

## Forschungsergebnisse
Bis zum Jahr 2008 ergaben die vorläufigen Forschungsergebnisse folgendes Bild:
Erste Aktivitäten zeigten sich ab der mesolithischen Periode (vor etwa 7000 bis 6000 Jahren); gefundene Pfeilspitzen aus dieser Zeit weisen darauf hin, dass nomadisierende Jäger den Ort aufsuchten. Die gelegentlichen Besuche hielten durch das Neolithikum und die Bronzezeit an, bis etwa 800 v. Chr. die Höhle anscheinend an Bedeutung gewann. In dieser Zeit entstand eine große Feuerstelle vor dem Eingang. Der Eingangsbereich scheint auch für Zeremonien oder die Ablage von persönlichen Gegenständen genutzt worden zu sein.
Während der nächsten 1000 Jahre hielten die Bräuche in einem solchen Umfang an, dass die Asche der Feuerstelle drohte, den Eingang der Höhle zu versperren. Es wurde eine rund vier Meter lange Treppe gebaut, um die Höhle weiterhin betreten zu können. Hunderte von Funden (Bronze-, Knochen- und Geweihnadeln, Glas- und  Elfenbeinperlen) um den Feuerplatz und im Höhlenboden weisen auf einen Ort intensiver Aktivität hin.
Diese hielt bis etwa 40 v. Chr. an. Dann wurde die Treppe komplett mit Felsbrocken und Erde gefüllt. Das Skelett einer Frau wurde zusammen mit einem 4 bis 5 Monate alten Fötus und einem 9 bis 10 Monate alten Kind über die Füllung gelegt, als ob man die Höhle dahinter blockieren wollte.
Danach blieb der Ort unberührt, bis etwa 1500 Jahre später sogenannte Shielings (Sommerhütten, Weidehütten) darauf errichtet wurden. Es sind mindestens drei Schutzhütten und wahrscheinlich zwei Pferche vorhanden.
Heute ist High Pasture Cave ein U-förmiger grasbewachsener Erdhügel, in dem einige Gräben sowie die freigelegte Treppe zu sehen sind. In einer Hütte werden die Funde aufbewahrt. Für Besucher wurden einige Informationstafeln aufgestellt.
In der Nähe steht der Clach Na H-annait.